# Будка 1366 км
Будка 1366 км — населённый пункт в Нытвенском городском округе в Пермского края России.

## Географическое положение
Будка расположена в полосе отчуждения железной дороги Москва-Пермь, рядом с остановочным пунктом Новокошкино, в центральной части округа. Примерно в 2,5-3 километрах на юго-восток от поселения расположен посёлок при станции Григорьевская.

## Климат
Климат умеренно континентальный, с морозной снежной зимой и коротким тёплым летом. Средняя многолетняя температура самого холодного месяца (января) составляет −15…−18,5 °C, температура самого тёплого (июля) 15—18,5 °C. Длительность вегетационного периода (с температурой выше +5 °C) колеблется от 145 до 165 дней. Среднегодовое количество осадков — 550—600 мм.

## История
Железнодорожная будка появилась при строительстве железной дороги.
До 2020 года населённый пункт входил в состав Григорьевского сельского поселения Нытвенского района. После упразднения обоих муниципальных образований входит в состав Нытвенского городского округа.
Осенью 2021 года остановочный пункт 1366 км был переименован в Новокошкино по наименованию расположенной вблизи деревни.

## Население
Постоянное население составляло 5 человек в 2002 году (100 % русские), 4 человека в 2010 году. 